# Павловци
Павловци (на словенски: Pavlovci) е село в Словения, Подравски регион, община Ормож. Според Националната статистическа служба на Република Словения през 2015 г. селото има 207 жители.